# MAN Lion’s Classic
Az MAN Lion’s Classic (korábban MAN SL xx3) magas padlós városi-elővárosi autóbusz, melyet a német MAN törökországi MANAŞ leányvállalata gyárt 2000 óta a második generációs SL xx2 család utódaként. A Lion’s Classic nevet csak 2004-ben kapta meg a modellcsalád, amikor a Lion’s Cityhez hasonlóan több típust egy családban egyesítettek.
Csuklós változata az MAN Lion’s Classic G, melynek a gyártását 2005-ben leállították. A busz technikai jellemzőinek kódszáma az A74.

## Fő üzemeltetők
Jelenleg a Északnyugat-magyarországi Közlekedési Központnál (37 db), a MVK Zrt.-nél (9 db) valamint a Középkelet-magyarországi Közlekedési Központnál (47 db) található belőlük.
A VT-Arriva tulajdonában álló 50 db MAN SL223 típusú autóbusz 2001- augusztus 31-től tól 2015. június 12-éig közlekedett Budapesten. Az autóbuszok botváltós kivitelűek és kényelmetlen műanyag ülésekkel szerelték fel őket.
2001 végén a Volánbusz és a Mátra Volán is szerzett be a legerősebb motorral szerelt MAN SL 283-asból.

## Műszaki adatok
- Hosszúság: 11 857 mm
- Szélesség: 2550 mm
- Magasság: 3130 mm
- Tengelytáv: 5725 mm
- Belső magasság: 2214 mm
- Mellső kinyúlás: 2669 mm
- Hátsó kinyúlás: 3463 mm
- Padlómagasság: 720 mm
- Fordulókör átmérő: 21,9 m
- Önsúly: 10 650 kg
- Max. össztömeg: 18 000 kg
- Motor:

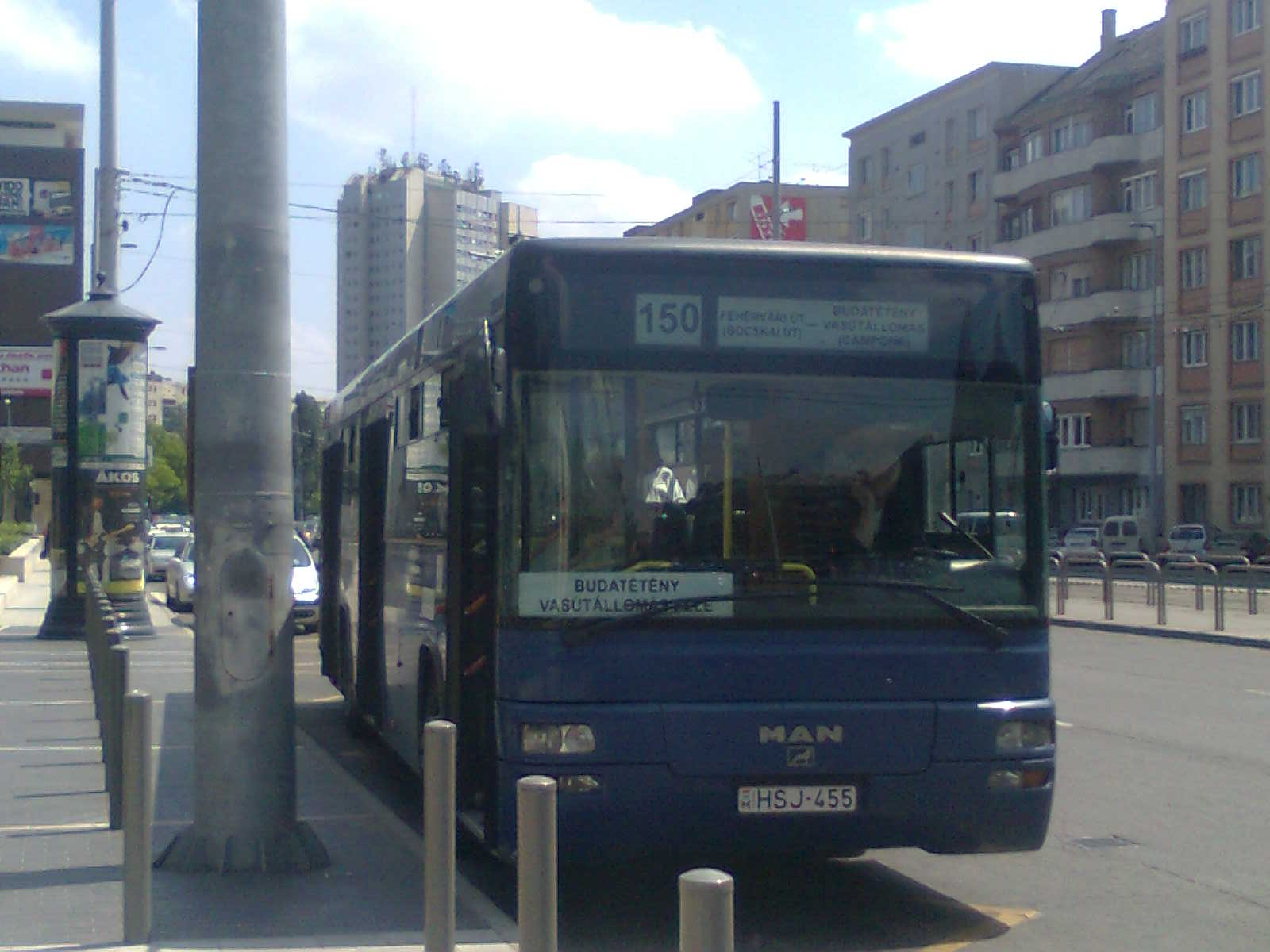
MAN SL 233 a VT-Arriva állományában

  - Típusa: MAN D0826 LOH 18 hathengeres soros dízelmotor közvetlen befecskendezéssel, turbófeltöltővel és közbenső hűtővel
  - Maximális teljesítmény: 260 LE / 191 kW (2300 1/min fordulatszámnál)
  - Maximális nyomaték: 1000 Nm (1700 1/min. fordulatszámnál)
  - Hengerűrtartalom: 6871 cm³
  - Kompresszióviszony: 17:1,
  - Furat/löket: 108/125 mm
- Sebességváltó:	ZF S6-85 6+1 fokozatú szinkronizált, olajhűtővel
- Tengelykapcsoló: F&S MFZ 400 azbesztmentes száraz kapcsoló automatikus kopásutánállítóval, hidraulikus működtetővel
- Kormány: ZF 8098 szervókormány, állítható kormányoszlop, 500 mm-es kerékátmérővel
- Első tengely:	MAN V9-75 L merev kivitelű, 7 100 kg terhelhetőség
- Hátsó tengely:	MAN AP-H09-1380, 11 500 kg terhelhetőség
- Felfüggesztés:	Légrugós
- Alváz:	U alakú acél főtartók csavarozott kereszttartókkal
- Fékrendszer:	Azbesztmentes kétkörös fékrendszer automatikus kopáskompenzációval, elöl hátul dobfék
- Üzemanyagtartály:	300 liter kétfokozatú üzemanyagszűrővel, vízleválasztó előszűrővel szerelt
- Max sebesség:	100 km/h
- Kapaszkodóképesség:	31%
- Ülések: Műanyag ülések kárpitozott kivitelben, vezetőülés hidraulikusan felfüggesztett állítható, 2 pontos biztonsági övvel
- Szigetelés: Tető és oldalfalak hő és hangszigeteltek